# Peter Outzen Boisen (præst)
 Ikke at forveksle med sin far, biskop Peter Outzen Boisen.
Peter Outzen Boisen (født 1815 i Vesterborg; død 21. august 1862) var en dansk asylbestyrer og præst, søn af biskop Peter Outzen Boisen.
Boisen blev student 1834 og to år efter lærer ved den senere dronning Caroline Amalies asyl; 1841, da han tog teologisk attestats, blev han tillige lærer ved dronningens asylskole, og til disse stiftelser, hvis opgave var, især ved bibelsk og fædrelandsk fortælling og sang, at danne gode og glade mennesker, var han knyttet hele sit følgendeliv, fra 1851 som deres bestyrer.
Siden 1848 forestod han enkedronning Caroline Amalies uddeling af milde gaver. Fra sin ungdom af så han med beundring og kærlighed op til N.F.S. Grundtvig; 1847 ægtede han dennes datter, Meta Cathrine Marie Bang Grundtvig, og 1854 blev han hans kapellan ved Vartov.
Boisen var børnenes og de fattiges præst, og han holdt i mange år søndagsskole i København, efter at denne virksomhed, støttet af prinsesse Caroline Amalies levende interesse for sagen, midt i trediverne først var begyndt af de teologiske kandidater Gustav Schaarup, Peter Rørdam og J.H. Paulli. For det navnlig i fyrrerne blomstrende Danske Samfund var Boisen – ikke mindst ved sin sang – i en række år en hovedstøtte, og da den første slesvigske krig så mægtigt greb og løftede sindene, bragte hans levende fædrelandsfølelse ham til at samle og udgive Nye og gamle Viser af og for danske Folk (1849), der vandt en vid udbredelse og oplevede mange oplag. Også de af ham samlede Bibelske og kirkehistoriske Salmer og Sange for Skole (1853) blev modtaget med bifald.